# 오스트레일리아호사도요
오스트레일리아호사도요(Rostratula australis)는 호사도요과에 속하는 종으로, 섭금류로 분류된다. 오스트레일리아페인티드스나이프(Australian painted-snipe)라고도 일컬어지며, 신체 크기는 중간 정도이고 부리가 긴 편에 속한다.

## 분류
1838년에 존 굴드는 오스트레일리아호사도요를 Rostratula australis라고 명명하였다. 그러나 이후 오스트레일리아호사도요는 호사도요와 같은 종으로 간주되게 되었다. 최근 들어서는 이 두 분류군이 종의 단계에서 분류될 정도의 차이를 보인다는 것이 밝혀졌다. 호사도요와 비교하여 오스트레일리아호사도요는 아래와 같은 특징을 가진다.
- 더 긴 날개와, 더 긴 부리, 더 짧은 부척골을 가진다.
- 암컷의 머리와 목은 적갈색보다는 초콜릿브라운에 가까운 색이다.
- 평평하기 보다는 둥근 모습의 점들이 있다. 암컷의 경우, 꼬리에 점들이 있으며 수컷의 경우에는 윗날개덮깃에 점들이 있다.

## 특징
머리, 목, 윗가슴의 색깔은 초콜릿브라운을 띤다. 특히, 수컷은 어두운 회색이고 머리꼭대기에 담황색의 줄무늬가 있다. 목덜미 아랫부분의 중심 쪽은 적갈색이며 등 부분은 어두운 회색이다. 눈 주변으로 쉼표 모양의 크림색 무늬가 있다. 가슴 옆부분과 어깨 부분에 흰색 줄무늬가 있다. 윗날개는 회색이며, 수컷의 경우 담황색 점들이 있다. 가슴 아랫부분과 하체는 흰색이다. 수컷은 보통 암컷에 비해 더 작으며 덜 밝은 색을 하고 있다. 새끼들은 성체 수컷과 거의 유사한 모습이다. 울음소리는 녹음된 바가 없다.
몸 전체의 길이는 24~30 cm 정도이다. 날개 길이는 50~54 cm이고, 몸무게는 125~130 g이다.

## 분포와 서식
오스트레일리아호사도요는 오스트레일리아의 고유종으로, 드문드문 분포하며 특정 지역에서의 존재도 예측하기 어렵다. 과거의 중심 서식지는 리베리나였다. 얕은 담수 습지, 특히 키 작은 초목들이 빽빽하게 자라고 있는 습지에 주로 서식한다.

### 보전
20세기 들어서 이 종은 많은 개체가 사라졌으며 서식하는 지역에서도 희귀한 종이다. 개체 감소의 주된 원인은 하천관리, 하천 염분화, 방목 등이다. 전체 개체수는 수백에서 수천까지 다양하게 추정된다. 오스트레일리아에서는 오스트레일리아호사도요를 국가 멸종위기종으로 분류하였다. 국제자연보전연맹(IUCN)은 최근 이 종을 멸종위기에 처한 것으로 간주하였다.

## 행동

### 먹이
습지의 무척추동물, 벌레, 연체동물, 곤충, 갑각류 등을 먹는다. 또한 씨앗과 풀을 먹기도 한다.

### 번식
번식기에는 일시적으로 물이 찬 습지, 특히 주거를 위한 키 작은 풀이 자라있는 습지를 선호한다. 또한 먹이를 찾기 위해 얕은 물이나 진흙을 선호하기도 한다. 또한, 둥지를 틀기 위해 작은 섬을 좋아하기도 한다. 3~4개의 검은색 줄이 있는 크림색 알을 낳으며 15~16일 간 알을 품는다. 새끼들은 부화한지 얼마되지 않아 고도의 활동을 할 수 있으며, 이소성이 강하다.

## 참고 문헌
- Lane, B.A.; & Rogers, D.I. (2000). The Australian Painted Snipe, Rostratula (benghalensis) australis: an Endangered species?. Stilt 36: 26-34
- Marchant, S.; Higgins, P.J.; & Davies, J.N. (eds). (1994). Handbook of Australian, New Zealand and Antarctic Birds. Volume 2: Raptors to Lapwings. Oxford University Press: Melbourne. ISBN 0-19-553069-1
- Oring, Lewis W.; Rogers, Danny; Oring, Kay E.; & Tzaros, Chris. (2004). Snipes in peril. Wingspan 14(4): 10–15.
- Threatened Species Scientific Committee – advice to the Minister of Environment and Heritage on Australian Painted-snipe Downloaded 5 Feb 2007